# Парни как особая культура
«Парни как особая культура» (англ. Boy Culture) — фильм режиссёра К. Аллана Брока, экранизация одноимённого романа Мэттью Рэттенмунда. Премьера картины состоялась на ЛГБТ-кинофестивале в Лондоне 1 апреля 2006 года.

## Сюжет
Студент университета, занимающийся гей-проституцией, рассказывает зрителю историю о своих запутанных романтических отношениях с двумя соседями по квартире и загадочным пожилым клиентом.
Икс ограничил список тех, кто постоянно пользуется его услугами, до 12 человек. Он сдаёт квартиру неким Эндрю, который младше его на год, и Джо, с которым у него подобие семьи. Икс никогда не занимался сексом с кем-либо бесплатно и, по его собственным словам, он получает больше удовольствия от мастурбации, чем от работы. Так как один из клиентов Икса недавно умер, он находит ему замену в виде 74-летнего отшельника Грегори, который живёт в своем пентхаузе с видом на Сиэтл. Старик не хочет заниматься сексом с Иксом до тех пор, пока между ними не появятся чувства. Он исправно оплачивает Иксу регулярные свидания, которые сначала выглядят, как встречи мальчика по вызову с престарелым гомосексуалистом, которому просто не с кем поговорить. Но постепенно они приобретают форму исповеди.

## В ролях
| Актёр              | Роль           |
| ------------------ | -------------- |
| Дерек Магияр       | Икс            |
| Патрик Бошо        | Грегори Тэлбот |
| Дэррил Стефенс     | Эндрю          |
| Пейтон Хинсон      | Джил           |
| Джонатан Трент     | Джо            |
| Мэтт Риди          | Фрэнк          |
| Клиффорд Харингтон | Ренальдо       |
| Эмили Брук Хэндз   | Люси           |

## Отличия фильма
В отличие от романа, в фильме Эндрю — афроамериканец, и действие происходит в Сиэтле (штат Вашингтон), а не в Чикаго (штат Иллинойс).

## Критика
Фильм получил семидесятипроцентный рейтинг на сайте «Rotten Tomatoes», где между критиками был достигнут консенсус в том, что «фильм острее типичных гей-кинопроектов».

## Награды
| Год  | Фестиваль                                                      | Приз                     | Категория         | Получатель                |
| ---- | -------------------------------------------------------------- | ------------------------ | ----------------- | ------------------------- |
| 2006 | Кинофестиваль «Аутфест» в Лос-Анджелесе                        | Приз Большого жюри       | Лучшая постановка | К. Аллан Брока Филип Пирс |
| 2006 | Международный Кинофестиваль гей и лесби фильмов в Милане       |                          |                   | К. Аллан Брока            |
| 2006 | Международный Кинофестиваль гей и лесби фильмов в Филадельфии  | Приз жюри                | Лучший фильм      | К. Аллан Брока            |
| 2006 | Международный Кинофестиваль гей и лесби фильмов в Роуд-Айленде | Alternative Spirit Award | К. Аллан Брока    |                           |

## Саундтрек
Оригинальный саундтрек к фильму вышел 1 апреля 2007 года и включает следующие композиции:
1. 12 Disciples — Райан Бэверидж
2. Champagne — Аманда Лепор
3. Do U Damage — The Specimen
4. Hey Kinky — Fuzz Townsend & Sophia Lolley
5. Ride (Blend Mix Edit) — Colours featuring Elisa Burchett
6. Don’t Get Me Started — Daisy Spurs
7. 3am — Wideband Network
8. Diamonds Make You Happy — The Grand Royals featuring Jill Jones
9. John and Andy Flashback — Райан Бэверидж
10. Call Me X — Райан Бэверидж
11. Last Chance for Love (Welcome Mix Edit) — Joi Cardwell
12. Take Me Up (Eric Kupper Mix Radio Edit) — Barton
13. Show Me Love (Sand In My Shoes Mix Edit) — Wideband Network
14. Making the Grade — C-Dock
15. Joey Flashback — Райан Бэверидж
16. Gregory & Renaldo — Райан Бэверидж
17. The Things I Need to Hear — Ari Gold
18. What’s Sexy? (Good and Evil Mix) — Chris Willis
19. 95 — Wideband Network
20. Drowning In the Clear — Райан Бэверидж
21. Andrew, Gregory and Blondie — Райан Бэверидж
22. Dinner with Carol — Rodney Lee